# Malyj Salym
Il Malyj Salym (in russo Малый Салым?) è un fiume della Russia siberiana occidentale, affluente di sinistra del Bol'šoj Salym (bacino idrografico dell'Ob'). Scorre nel rajon Neftejuganskij del Circondario autonomo degli Chanty-Mansi-Jugra.
Il fiume ha origine nella regione del Vasjugan'e, scorre con direzione prevalentemente nord-orientale in una zona pianeggiante e paludosa tra il corso dell'Irtyš e quello del Bol'šoj Salym, in cui sfocia a 31 km dalla foce. La lunghezza del fiume è di 222 km; l'area del bacino è di 2 900 km².